# Luis Fernando Escobar
Luis Fernando Escobar (nacido el 19 de marzo de 1984) es un exfutbolista colombiano que jugó como delantero.

## Trayectoria
Escobar hizo su debut profesional con la Academia FC en el 2002 estuvo con el club hasta el 2004, a mediado del 2004 fue anunciado como nueva jugador del Once Caldas estuvo en el club hasta el 2005, a mediado del 2005 fue anunciado como nuevo jugador del Atlético La Sabana estuvo con el club hasta el 2006, a mediado del 2006 fue anunciado como nuevo jugador del Cortuluá estuvo con el club hasta el 2007, a inicio del 2008 fue anunciado como nuevo jugador del Girardot FC, a mediado del 2008 fue anunciada como nuevo jugador del Tauro FC en donde participó en la Liga de Campeones de la CONCACAF 2008-09 marcó 1 gol en 8 partidos. Estuvo con el club hasta el 2009, el 14 de febrero de 2010 fue anunciado como nuevo jugador del Atlético Chiriquí en donde jugó 13 partidos y anotó 2 goles, a mediado del 2010 fue anunciado como nuevo jugador del Sporting SM. A mediado del 2013 fue anunciado como nuevo jugador del Club Atlético Independiente de La Chorrera, en donde jugó 21 partidos y anotó 1 gol estuvo con el club hasta el inicio del 2014, a mediado del 2014 fue anunciado su regreso al Tauro FC en donde jugó 18 partidos y anotó 3 goles, a finales de 2014 fue anunciado como nuevo jugador del CD Plaza Amador en donde jugó 12 partidos, el 1 de septiembre de 2017 fue anunciado como nuevo jugador del Santa Gema FC en donde jugó 3 partidos.

## Clubes
| Club               | País     | Año         |
| ------------------ | -------- | ----------- |
| Academia FC        | Colombia | 2002 - 2003 |
| Once Caldas        | Colombia | 2004 - 2005 |
| Atlético La Sabana | Colombia | 2006        |
| Cortuluá           | Colombia | 2006 - 2007 |
| Girardot FC        | Colombia | 2008        |
| Tauro FC           | Panamá   | 2008 - 2009 |
| Atlético Chiriquí  | Panamá   | 2010        |
| Sporting SM        | Panamá   | 2010        |
| CA Independiente   | Panamá   | 2013 - 2014 |
| Tauro FC           | Panamá   | 2014        |
| CD Plaza Amador    | Panamá   | 2015        |
| Santa Gema FC      | Panamá   | 2017        |